# Luchthaven Seychellen
De internationale luchthaven van de Seychellen, op het eiland Mahé bij de lokale bevolking beter bekend als Aéroport de la pointe Larue, is de grootste luchthaven van de Seychellen en is gelegen bij de hoofdstad Victoria. In 2011 maakten ongeveer 675.000 passagiers gebruik van de luchthaven. Het is de belangrijkste basis voor Air Seychelles.
De luchthaven ligt op 11 kilometer van het stadscentrum van de hoofdstad en is bereikbaar via de snelweg. Daarnaast is er een busdienst vanaf het busstation in Victoria en zijn er taxistandplaatsen op de luchthaven. Er ligt ook een plan om het vliegveld te verbinden met de spoorlijn die over het eiland loopt. Behalve een internationale terminal, bevindt zich op het vliegveld ook een terminal voor binnenlandse vluchten naar andere eilanden van de Seychellen. Op de drukste dagen vertrekt er elke 10 à 15 minuten een binnenlandse vlucht, op rustigere dagen gebeurt dat elk half uur.
Er is ook een vrachtterminal, waar zowel binnenlandse als internationale vrachtvluchten worden verwerkt. De vrachtterminal is in handen van de nationale luchtvaartmaatschappij van de Seychellen, Air Seychelles. Aan de zuidkant van de startbaan bevindt zich een militaire basis.